# HSC Plzeň
L'HSC Plzeň è una squadra di pallamano maschile ceca, con sede a Plzeň.

## Palmarès

### Titoli nazionali
- Campionato cecoslovacco: 1
  - 1973-74.
- Campionato ceco: 6
  - 1997-98, 1998-99, 2013-14, 2014-15, 2015-16, 2018-19